# Yekaterina Kostétskaya
Yekaterina Aleksándrovna Kostétskaya (Ruso: Екатерина Александровна Костецкая) nació el 31 de diciembre de 1986 es una atleta rusa de pista. Ella se quedó en quinto lugar en los 800 metros finales en el Campeonato Mundial de Atletismo de 2011.

## Logros
| Representando a Rusia | Representando a Rusia         | Representando a Rusia | Representando a Rusia | Representando a Rusia | Representando a Rusia |
| --------------------- | ----------------------------- | --------------------- | --------------------- | --------------------- | --------------------- |
| 2003                  | European Junior Championships | Tampere, Finland      | 1st                   | 400 m hurdles         | 57.52                 |
| 2003                  | European Junior Championships | Tampere, Finland      | 1st                   | 4 x 400 m relay       | 3:33.48               |
| 2003                  | World Youth Championships     | Sherbrooke, Canadá    | 2nd                   | 400 m hurdles         | 58.37                 |
| 2004                  | World Junior Championships    | Grosseto, Italy       | 1st                   | 400 m hurdles         | 55.55                 |
| 2005                  | European Junior Championships | Kaunas, Lithuania     | 2nd                   | 400 m hurdles         | 55.89                 |
| 2005                  | Universiade                   | Esmirna, Turkey       | 11th (sf)             | 400 m hurdles         | 57.58                 |
| 2007                  | Universiade                   | Bangkok, Tailandia    | 2nd                   | 800 m                 | 1:59.52               |
| 2008                  | Olympic Games                 | Pekín, China          | 8th (sf)              | 800 m                 | 1:58.33               |
| 2009                  | European Team Championships   | Leiría, Portugal      | 2nd                   | 800 m                 | 1:59.43               |
| 2011                  | World Championships           | Daegu, Corea del Sur  | 5th                   | 800 m                 | 1:57.82               |
| 2012                  | Olympic Games                 | Londres, Reino Unido  | 9th                   | 1500 m                | 4:12.90               |

- Datos: Q487248